# Punta Vulcano
La Punta Vulcano es una punta que marca el extremo noroeste de la isla Candelaria en el archipiélago Candelaria en las islas Sandwich del Sur. Marca la entrada norte a la bahía Remolque. Se halla cerca de la punta Lengua y el cerro Lucifer. La Dirección de Sistemas de Información Geográfica de la provincia de Tierra del Fuego cita la punta en las coordenadas 57°00′12″S 26°49′19″O / -57.00333, -26.82194.
En esta punta se ubica uno de los puntos que determinan las líneas de base de la República Argentina, a partir de las cuales se miden los espacios marítimos que rodean al archipiélago.
La punta fue cartografiada y nombrada en 1930 por el personal de Investigaciones Discovery a bordo del RRS Discovery II.
La isla nunca fue habitada ni ocupada, y es reclamada por el Reino Unido como parte del territorio británico de ultramar de las Islas Georgias del Sur y Sandwich del Sur y por la República Argentina, que la hace parte del departamento Islas del Atlántico Sur dentro de la provincia de Tierra del Fuego, Antártida e Islas del Atlántico Sur.